# Трамп-уорлд-тауэр
Трамп-уо́рлд-та́уэр (англ. Trump World Tower) — жилой небоскрёб, расположенный в Манхэттене на площади Объединённых Наций (Первая авеню между 47-й и 48-й улицами), 845. Строительство началось в 1999 году и закончилось в 2001 году. Здание было спроектировано архитектором Костасом Кондилисом и имеет 264 м в высоту и 72 этажа (хотя в лифте обозначено 90 этажей), фасад из стекла тёмно-бронзового оттенка. Большие стёкла позволяют любоваться видами пролива Ист-Ривер и центром Манхэттена. Здание было построено с таким расчётом, чтобы противостоять ветрам.
Трамп-уорлд-тауэр было самым высоким жилым зданием, построенным на Восточном побережье между 1992 годом, когда была закончена Атлантас-Бэнк-оф-Америка-Плаза (Atlanta’s Bank of America Plaza), и 2007 годом, когда были построены Комкаст-центр (Comcast Center) в Филадельфии и Нью-Йорк-Таймс-билдинг в Нью-Йорке. Оно считалось самым высоким жилым зданием в мире до того, как были построены 21-Сенчери-Тауэр (21st Century Tower) в Дубае в 2003 году и Тауэр-Пэлас (Tower Palace) в 2004 году.

## История
Владельцы соседних зданий, включая Уолтера Кронкайта, выступали против строительства из-за его высоты и отсутствия внешних особенностей. Кроме того, противники строительства указывали и на то, что из-за своей высоты башня затмит штаб-квартиру ООН, находящуюся через улицу.
Возведение здания началось в 1999 году и продолжалось два года. Строительство финансировалось двумя немецкими кредиторами — Deutsche Bank и Bayerische Hypo — und Vereinsbank.
Самое высокое из жилых зданий, построенных Дональдом Трампом, оценивалось приблизительно в 300 млн долларов США, потраченных на строительство. Цены на квартиры варьировались от 652 000 долларов за студию (их в здании немного) до 28 млн долларов. Пентхаус из двух этажей общей площадью 1858  м² был оценён в 58 млн долларов. Эти апартаменты после неудачных попыток продажи в течение нескольких лет были разделены на четыре части.
В апреле 2006 года на первом этаже был открыт ресторан азиатской кухни «Мегу». Здесь расположен также бар, который называется «Уорлд Бар». Он является популярным местом у представителей ООН, которые работают поблизости.

## Жильцы
Башня привлекала богатых покупателей из бывшего Советского Союза. Примерно 65 квартир было продано российским покупателям в конце 1990-х годов. Звезда «Нью-Йорк Янкис» Дерек Джитер купил кондоминиум площадью 5425 квадратных футов за 12,6 миллиона долларов в 2001 году и продал его в 2012 году за 15,5 миллиона долларов. В 2002 году сообщалось, что Билл Гейтс, Харрисон Форд и Софи Лорен владели или снимали квартиры в этом здании. Трамп продал 45-й этаж в июне 2001 года за 4,5 миллиона долларов Саудовской Аравии, что сделало апартаменты частью миссии страны в Организации Объединенных Наций в 2008 году . Келлиэнн Конуэй владела кондоминиумом в Трамп-уорлд-тауэр в начале 2000-х годов.

## В культуре
Здание и некоторые его апартаменты были показаны по телеканалу NBC в программе «The Apprentice», ведущим которого был Дональд Трамп.